# Nestor Romero
Pour les articles homonymes, voir Romero.
Nestor Romero, né à Cahors, est l'auteur de plusieurs livres sur l'éducation et sur la guerre et la révolution en Espagne (1936-1939).

## Biographie
Nestor Romero, fils de réfugiés politiques espagnols, est né à Cahors. 
Avec un brevet d’enseignement industriel en électronique, il commence sa vie professionnelle comme technicien. Après dix ans de travail en usine et une fin de carrière dans l’industrie comme cadre technico-commercial,  il choisit l'enseignement « pour ne pas passer à côté de sa vie ». Il exerce alors dans des établissements de la banlieue parisienne, et à l’école Decroly, avant d’être nommé dans une ZEP parisienne. Il restera enseignant en ZEP, par choix, pendant 35 ans.
C'est dans les années 70 que Nestor Romero a écrit Los Incontrolados, chronique de la Columna de hierro, après « avoir baigné depuis l’enfance dans la profusion de récits et d’anecdotes racontées à la table familiale ».
Retraité, il a rejoint Souillac, d'où il écrit ses rubriques, notamment à Rue89, où il anime aussi le blog Restez assis les enfants. 
Il y a fini d'écrire Histoires de guerres, de révolutions et d'exils, paru en 2009.
En 2013, ses chroniques pédagogiques choisies parmi les cent cinquante « billets » publiés depuis mai 2007 sur le site Rue89 sont rassemblées dans un ouvrage autoédité : Restez assis les enfants !. Elles émaillent un texte inédit dont l'ambition, d'après l'auteur, n'est autre que « d'appréhender la « refondation de l'école », autrement dit sa métamorphose, d'un point de vue que je qualifie volontiers de libertaire ».

## Publications
- Restez assis les enfants ! Chroniques pour une pédagogie libertaire, autoédition[1], avril 2013. (ISBN 978-1291362220)
- Histoires de guerres, de révolutions et d'exils : (Teruel, 1936 - Souillac...), éditions Acratie, février 2009.  (ISBN 978-2-909899-32-9)
- L'École des riches, l'école des pauvres, éditions La découverte-Syros[2], 2001.  (ISBN 978-2841469284)
- Los Incontrolados, chronique de la Columna de hierro, éditions Acratie, 1997,  (ISBN 978-2909899084)